# Testelt
Testelt är en ort i Belgien.   Den ligger i provinsen Flamländska Brabant och regionen Flandern, i den centrala delen av landet, 50 km öster om huvudstaden Bryssel. Testelt ligger 27 meter över havet och antalet invånare är 2 877.
Terrängen runt Testelt är platt. Runt Testelt är det ganska tätbefolkat, med 239 invånare per kvadratkilometer.. Närmaste större samhälle är Beringen, 19,5 km öster om Testelt. 
Omgivningarna runt Testelt är en mosaik av jordbruksmark och naturlig växtlighet.